# Parc de porcelaine d'Arita

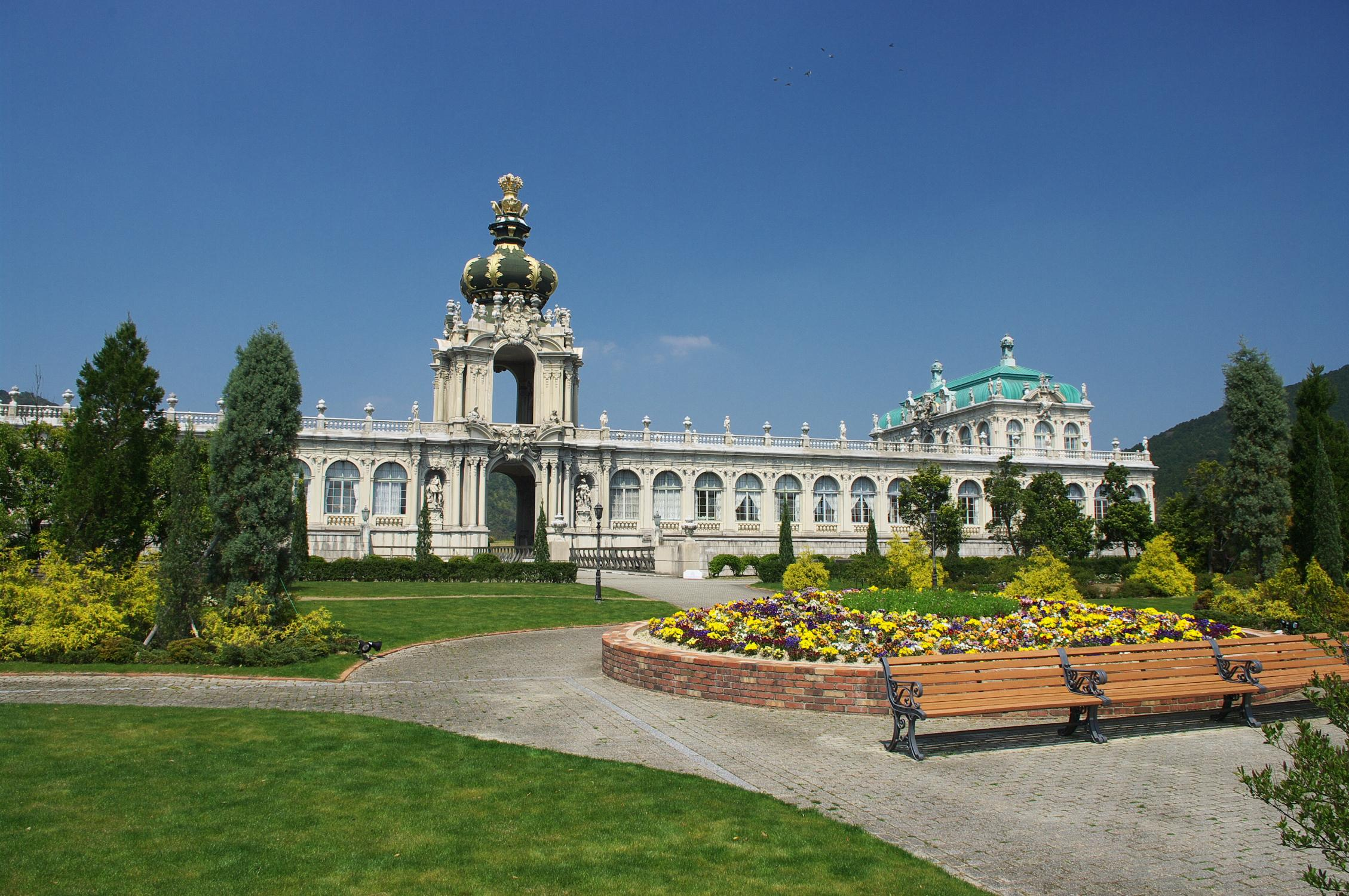
Réplique du palais de Zwinger au parc de porcelaine d'Arita.

Le parc de porcelaine d'Arita est un petit parc à thème situé dans la ville d'Arita, préfecture de Saga au Japon. Le parc, situé juste à la périphérie d'Arita sur la route de Hasami, est une recréation d'un village allemand traditionnel. L'attraction la plus étonnante est la reproduction du Zwinger, un célèbre palais de Dresde. Le palais héberge de remarquables expositions permanentes de porcelaine européenne dans une aile et de Porcelaine d'Arita dans l'autre. Derrière le palais se trouve un jardin de style européen. Il existe également un grand et ancien four ouvert à la visite.